# Население на Гвинея-Бисау
Населението на Гвинея-Бисау според последното преброяване от 2009 г. е 1 520 830 души.

## Численост
Численост на населението според преброяванията през годините:
| Година | Численост |
| 1979   | 767 469   |
| 1991   | 979 209   |
| 2009   | 1 520 830 |

## Възрастова сткруктура
(2000)
- 0-14 години: 42 % (мъже 271 100 / жени 272 304)
- 15-64 години: 55 % (мъже 335 150 / жени 370 667)
- над 65 години: 3 % (мъже 16 574 / жени 19 920)

## Коефициент на плодовитост
- 2000: 5,27

## Расов състав
- 99 % – черни
- 1 % – мулати и бели

## Религия
- 50 % – мюсюлмани
- 40 % – местни религии
- 10 % – християни

## Език
Официален език в Гвинея-Бисау е португалският.